# AMX-10P
AMX-10P — французька бойова машина піхоти 1970-х років. Поставки перших серійних БМП почалися в 1973 році для 7-ї Механізованої Бригади сухопутний військ, що базується в Реймсі. Призначалася для заміни бронетранспортера AMX-VCI. Протягом багатьох десятиліть була однією з найлегших БМП в світі. Плаваюча без використання спеціальних плавзасобів. Планами сухопутних військ Франції передбачається, починаючи з 2008 року, поступова заміна AMX-10P новою колісною БМП VBCI.

## Історія створення і виробництва
Розроблена у 1965—1972 роках фірмою GIAT для потреб французької армії.
Серійно вироблялася з 1972 по 1994 рік, всього було випущено близько 1750 машин цього типу. Більша частина випущених машин призначалася для французької армії, однак в подальшому їх кількість у армії була скорочена, хоча AMX-10P все ще залишаються основною БМП французьких військ. Значна частина AMX-10P пішла на експорт, станом на 2007 рік вони все ще залишаються на озброєнні.

## Опис конструкції
Основне озброєння AMX-10P — 20 мм гармата M693, оснащена денним прицілом зі збільшенням 6х. Темп стрільби гармати — 700 пострілів за хвилину, ефективна дальність стрільби — 1500 м.
Зварний бронекорпус AMX-10P виконаний з плит алюмінієвої броні AZ5G. Лобова броня БМП захищає від 23 мм снаряда БЗТ/ЗУ-23-2 на дистанції 300 м, та від 14,5 мм бронебійною кулі великокаліберного кулемета КПВТ. При цьому захист машини кругом забезпечується від 7,62 мм куль стрілецької зброї і осколків артилерійських снарядів. У 2006—2008 роках фірмою GIAT, зараз Nexter, проводилася модернізація 108 БМП AMX-10P сухопутних військ Франції, для підвищення її захищеності і рухливості. Істотне збільшення захисту машини досягається установкою навісної броні. При цьому поліпшення рухливості забезпечується установкою нової підвіски і зміцненої трансмісії. В даний час розроблений і прийнятий комплект динамічного захисту AMX-10P.
Компоновка — традиційна: зліва в носовій частині машини розташований відділ керування, справа — моторно-трансмісійний відділ; по центру — двомісна башта; в кормовій частині — десантне відділення. На даху десантного відділення розміщені два люка, через які ведеться вогонь. У кормовій частині машини розташована велика апарель з електромеханічним приводом, через яку здійснюється посадка і висадка піхоти. В кормовій апарелі є також дві амбразури, призначені для ведення вогню.
Башта з електромеханічним приводом обертається. На ній встановлена гармата, що стріляє уламковими та бронебійними набоями. З гарматою спарений кулемет. В задній части даху корпуса встановлені два здвоєнних блока димових гранатометів.
Машина оснащена фільтро-вентиляційною установкою (ФВУ) для захисту особового складу від зброї масового ураження. Місця командира, навідника та водія обладнані приладами нічного бачення.
Рух на плаву забезпечують два водомети, розміщені з двох боків кормової апарелі.

## Тактико-технічні характеристики БМП АМХ-10Р
| Бойова маса                                                 | 14,5 т |
| Екіпаж                                                      | 3 чол. |
| Десант                                                      | 8 чол. |
| Довжина                                                     | 14,5 м |
| Ширина                                                      | 2,83 м |
| Повна висота                                                | 2,83 м |
| Кліренс                                                     | 0,45 м |
| Озброєння: гармата кулемети додаткове озброєння боєкомплект | 20-мм автоматична М693 1 х 7,62-мм ПТРК «Мілан» 760 пострілів, 2000 набоїв, 10 ПТКР                                |
| Двигун                                                      | марка: HS-115 V-8 «Испано-Сюіза» тип: 8-циліндровий, дизельний, рідинного охолодження потужність: 300 кінських сил |
| Місткість паливної системи                                  | 528 л |
| Трансмісія                                                  | гідромеханічна, 4 передачі переднього ходу, 1 заднього ходу                                                        |
| Підвіска                                                    | індивідуальна торсіонна з гідравлічними амортизаторами на 1-х і 5-х вузлах                                         |
| Гусениця                                                    | обрезинена, з РМШ (резино-металевий шарнір) та двома гребнями                                                      |
| Максимальна швидкість                                       | 65 км/год по шосе, 7 км/год — на плаву                                                                             |
| Здоланний підйом                                            | 35° |
| Ширина рову                                                 | 2,1 м |
| Висота стінки                                               | 0,7 м |
| Глибина броду (без підготовки)                              | плаває |

## Оператори

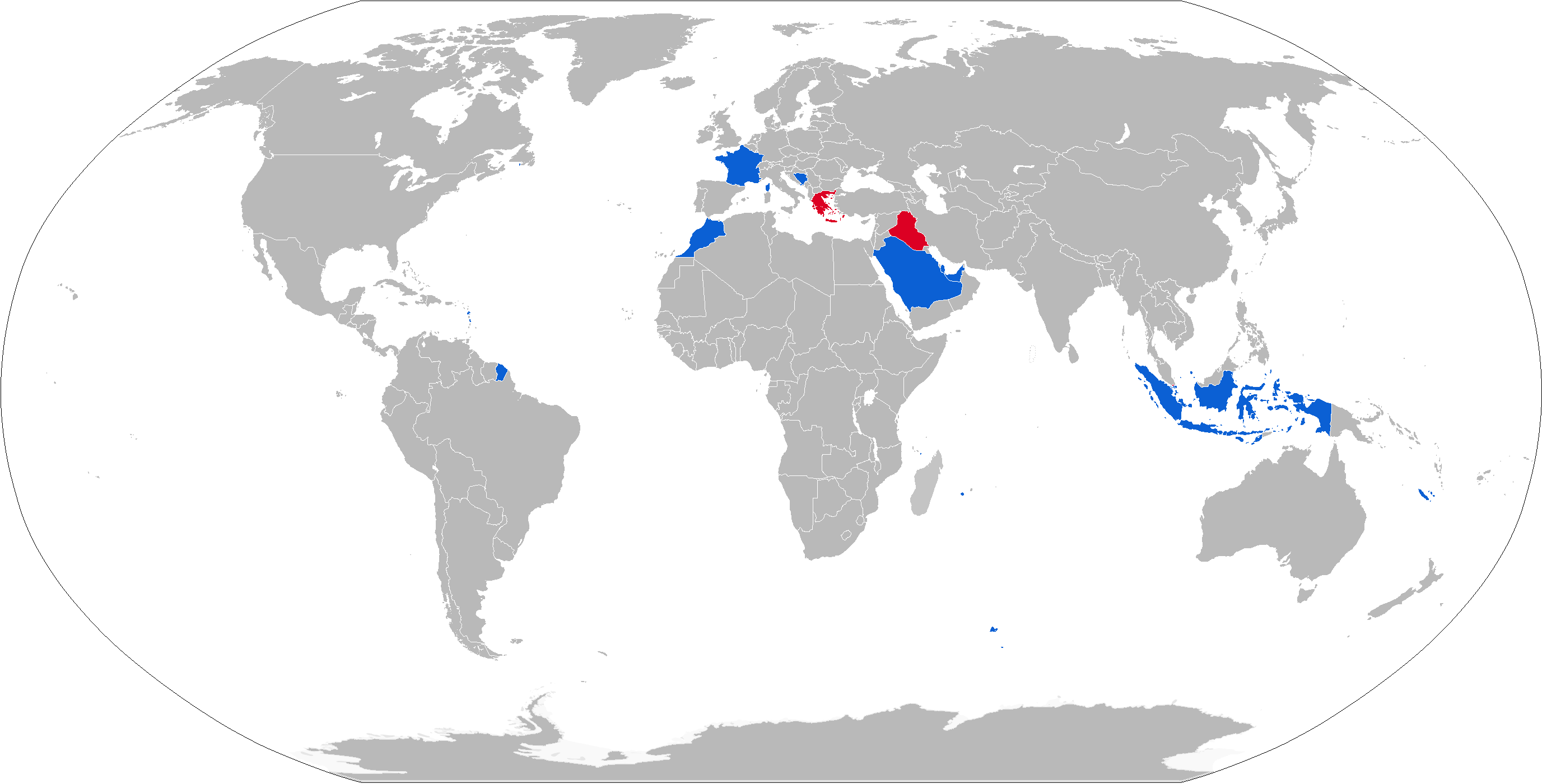
Мапа операторів AMX-10P синім, колишні оператори — червоним.

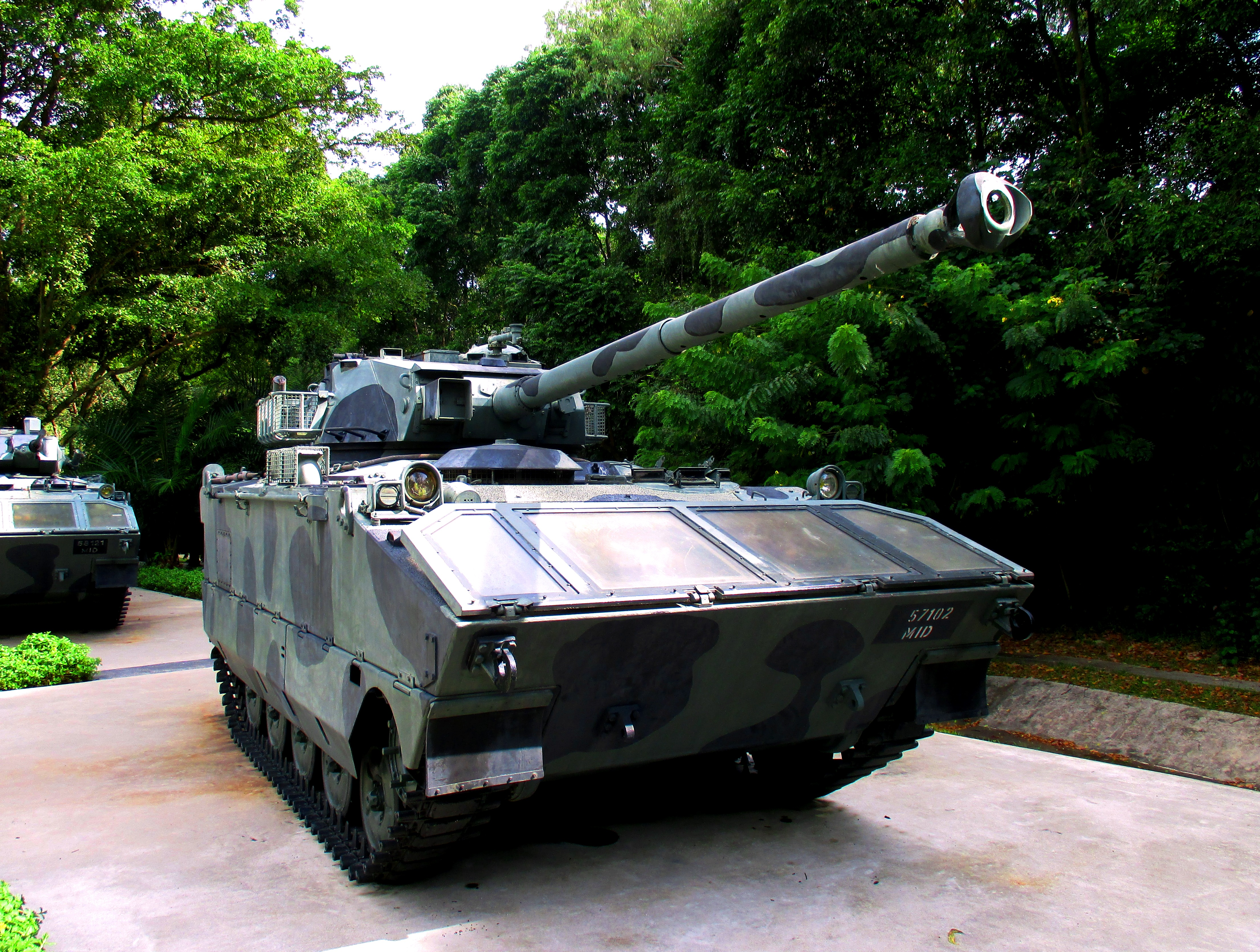
AMX-10PAC сінгапурської армії з 90 мм гарматою

Поточні
- Боснія і Герцеговина — 25 AMX-10P[1]
- Індонезія — 24 AMX-10P та 10 AMX-10PAC 90 у складі морської піхоти, станом на 2007 рік[2]
- Катар — 40 AMX-10P, станом на 2007 рік[3][1]
- Марокко — 10 AMX-10P, станом на 2007 рік[4][5]
- ОАЕ — 15 AMX-10P, станом на 2007 рік[6][1]
- Саудівська Аравія — 293 AMX-10P[1]
- Ірак — 100[1] деякі модернізовані у 2015 році[7]

Колишні
- Франція — 331 AMX-10P, станом на 2011 рік[8] знятий з експлуатації в 2015 році.[9][10]
- Греція — 105[1]
- Сінгапур — 44[1]

### Україна
17 лютого 2023 року французький журналіст Жан до Мерше повідомив, що Франція готується передати Україні 25 знятих з озброєння броньованих машин AMX-10P.

## Модифікації
- AMX-10P: стандартна модель з гарматою 20 мм
- AMX-10P Навчальна машина для водіїв: без башти
- AMX-10P/Milan: машина з пусковою установкою ATGM, з двома ПУ
- AMX/HOT: машина з ПУ ATGM (башта Toucan II, 4 ПУ)
- AMX-10 TM: мінометна платформа з 120 мм мінометом RT-61
- AMX-10 PAC 90: Машина вогневої підтримки Giat з гарматою 90 мм
- АМХ-10Р «MARINE» — броньований транспортер гусеничного типу, розроблений французькою фірмою «GIAT» на експорт для Індонезії.[12] Плавучий варіант з 12,7 мм кулеметом, 25 мм гарматою або 90 мм основною гарматою
- AMX-10 PC: Командирська машина